# Chet Fillip
Chet Fillip (ur. 4 kwietnia 1957 roku w Avon) – amerykański kierowca wyścigowy.

## Kariera
Fillip rozpoczął karierę w międzynarodowych wyścigach samochodowych w 1981 roku od startów w USAC Gold Crown Championship, gdzie jednak nie zdobywał punktów. W późniejszym okresie Amerykanin pojawiał się także w stawce CART Indy Car World Series, Indianapolis 500, NASCAR Winston Cup, SCCA National Championship Runoffs, IMSA GTU Championship, SCCA Truck Guard Shellzone Challenge, USAC National Sprint Car Series, IMSA World Sports Car Championship, USAC National Silver Crown, Stoops Freightliner USAC Sprint Car Series, USAC Coors Light Silver Bullet Series oraz USAC National Sprint Car Series.
W CART Indy Car World Series Fillip startował w latach 1982-1985. Najlepszy wynik Amerykanin osiągnął w 1985 roku, kiedy z dorobkiem trrzech punktów został sklasyfikowany na 36. miejscu w klasyfikacji generalnej.